# MainzerMedienDisput
Der MainzerMedienDisput findet seit 1996 jährlich, meist im Oktober oder November, in Mainz statt. Veranstalter des MainzerMedienDisputes sind die Staatskanzlei Rheinland-Pfalz, die Landeszentrale für Medien und Kommunikation Rheinland-Pfalz und die Friedrich-Ebert-Stiftung. Medienpartner sind die beiden in Mainz ansässigen Rundfunksender Südwestrundfunk und ZDF. Die Sendeanstalten stellen auch die Veranstaltungsorte für die Dispute zur Verfügung, diese sind das SWR Landesfunkhaus im Mainzer Stadtteil Hartenberg-Münchfeld und das ZDF-Konferenzzentrum auf dem Lerchenberg.
Das Programm wird von einer unabhängigen Projektgruppe (darunter Thomas Leif) gestaltet und umgesetzt.

## Veranstaltungsthemen
| #   | Datum                 | Thema | Bemerkungen |
| --- | --------------------- | --- | ----------- |
| ?   | 8. November 2016      | Sport-Berichterstattung und Transparenz-Versprechen: Wie spiegeln die Medien die gesellschaftspolitische Bedeutung des Sports? |             |
| 17. | 15.–16. Oktober 2012  | Shitstorm@Sozialpornos – Gelenkte Medienanarchie                                                                               | [ 1 ]       |
| 16. | 23.–24. November 2011 | Interessant vor relevant? Orientierungslosigkeit und Identitätsverluste – Wohin steuert der Journalismus?                      |             |
| 15. | 24.–25. November 2010 | Örtliche Betäubung und bestellte Wahrheiten – wenn die Öffentlichkeit amputiert wird                                           |             |
| 14. | 9.–10. November 2009  | Schweigen, Lügen und Vertuschen – Wenn die Wahrheit nicht mehr öffentlich wird                                                 |             |
| 13. | 3. Dezember 2008      | Brot & Spiele: Finanz-Macht und Demokratie-Verfall                                                                             |             |
| 12. | 22. November 2007     | Konzern Europa: verkümmerte Öffentlichkeit – steigende Kurse – blühende Bürokratie                                             |             |
| 11. | 9. November 2006      | Kommerz auf allen Kanälen – vor der digitalen Revolution                                                                       |             |
| 10. | 10. November 2005     | (Medien) -Muster ohne Wert? – Medien in der Wertefalle                                                                         |             |
| 9.  | 4. November 2004      | Kommerz, Kartelle, Kumpanei – Medien und Politik zwischen Populismus und Verantwortung                                         |             |
| 8.  | 3. Oktober 2003       | Auf dem Boulevard der Öffentlichkeit – Was kostet uns die Meinungsfreiheit                                                     |             |
| 7.  | 30. Oktober 2002      | Verschwiegen, Verschwunden, Verdrängt – was (nicht) öffentlich wird                                                            |             |
| 6.  | 27. November 2001     | New Journalism – Vom Kulturgut zum Wirtschaftsgut                                                                              |             |
| 5.  | 9. November 2000      | Im Seichten kann man nicht ertrinken… / … Medien zwischen Sinn und Sensation                                                   |             |
| 4.  | 4. November 1999      | Markt, Macht, Macher – Wohin treibt das Programm?                                                                              |             |
| 3.  | 26. November 1998     | W(a)hre Nachrichten – Berichterstattung zwischen Medien-Realität und Wirklichkeit                                              |             |
| 2.  | . Monat 1997          | … |             |
| 1.  | . Monat 1996          | … |             |